# کووچگوووکی
کووچگوووکی (به لهستانی:  Kołczygłówki) یک روستا در لهستان است که در گمینا کووچگوووه واقع شده‌است.
 کووچگوووکی  ۳۰۹ نفر جمعیت دارد.